# Lehnert & Landrock
Lehnert & Landrock — фотостудия (затем книжный магазин), которой руководили Рудольф Ленерт и Эрнст Ландрок. Фотостудия действовала в начале XX века в Тунисе и Египте и была известна фотографиями в стиле ориентализма. Ленерт и Ландрок создавали изображения жителей Северной Африки, архитектуру и пейзажи, ориентированные преимущественно на европейскую аудиторию. Эти изображения распространялись в виде книг с фотографиями, гравюр и литографических открыток.

## История фотостудии
Рудольф Франц Ленерт (13 июля 1878 — 16 января 1948) родился в Гросс-Аупе, Богемия (ныне Велька-Упа, Чехия), а Эрнст Генрих Ландрок (4 августа 1878 — 30 апреля 1966) в Райнсдорфе, Саксония , Германия. Ленерт был воспитан своим дядей в Вене и изучал фотографию в Венском институте графических искусств. После окончания учёбы он использовал деньги, унаследованные от родителей, для поездки за границу со своим фотоаппаратом и в 1903 году совершил свою первую поездку в Тунис. В 1904 году, по возвращении в Европу, Ленерт встретил Ландрока, который учился в Швейцарии, и они решили стать деловыми партнёрами, основав фирму Lehnert & Landrock, где Ленерт делал фотографии, а Ландрок был бизнес-администратором. В 1904 году они отправились в Тунис и открыли фотомагазин на Авеню де Франс в Тунисе, который Ленерт использовал в качестве базы для своих фотографических экспедиций в Магриб, в то время как Ландрок организовал фотолабораторию и продавал полученные фотографии и открытки.
В начале Первой мировой войны, когда во французских колониях было объявлено военное положение, магазин был закрыт, а 4 августа 1914 года Ленерт был арестован и отправлен в лагерь для интернированных на Корсике. Ландрок был интернирован в Швейцарии, где и женился. Впоследствии к нему переехал и Ленерт. Он получил гражданство Чехословакии, поэтому как гражданину дружественной страны, ему были возвращены конфискованные стеклянные негативы. После окончания войны Ленерт с Ландроком сначала переехали в Лейпциг . Вскоре Ленерт снова стал путешествовать по Ближнему Востоку, Египту, Палестине и Ливану. В 1924 году партнёры переехали в Каир, открыв бизнес, аналогичный тому, что был в Тунисе, но расширив его «на всю гамму фотографий — открытки, фотографии большего размера, поздравительные открытки и репродукции изобразительного искусства». Они работали для европейского рынка, используя интерес к ориентализму, что способствовало популярности открыток. Многие художники, писавшие свои картины в стиле ориентализма, использовали фотографии Ленерта и Ландрока, так как сами никогда не были на Востоке.

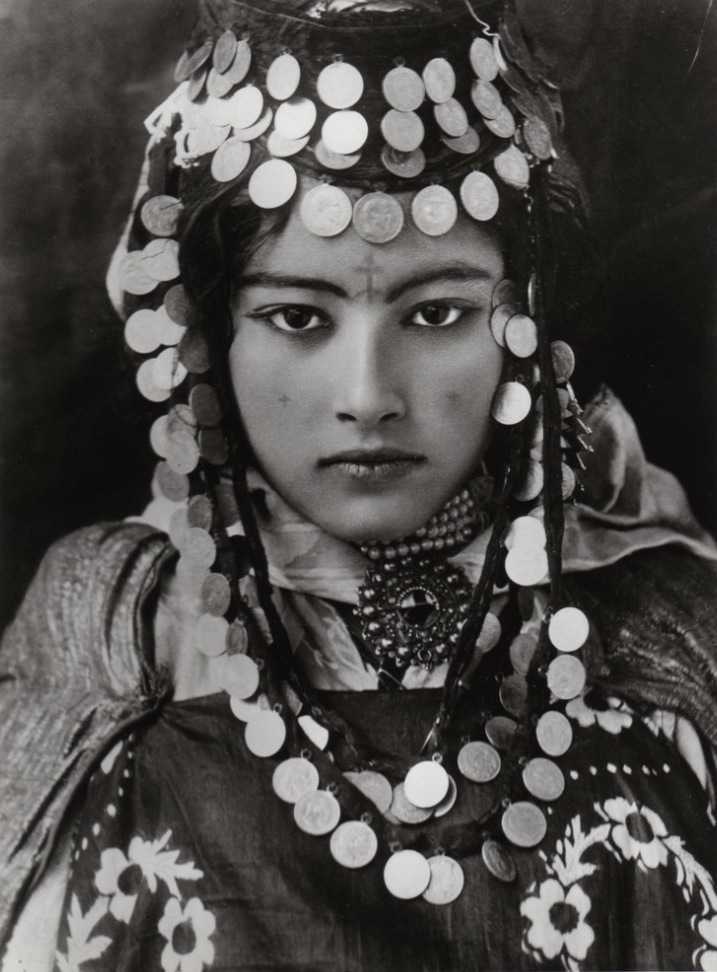
Девушка из племени улед наиль[англ.] , Алжир, 1905 г.
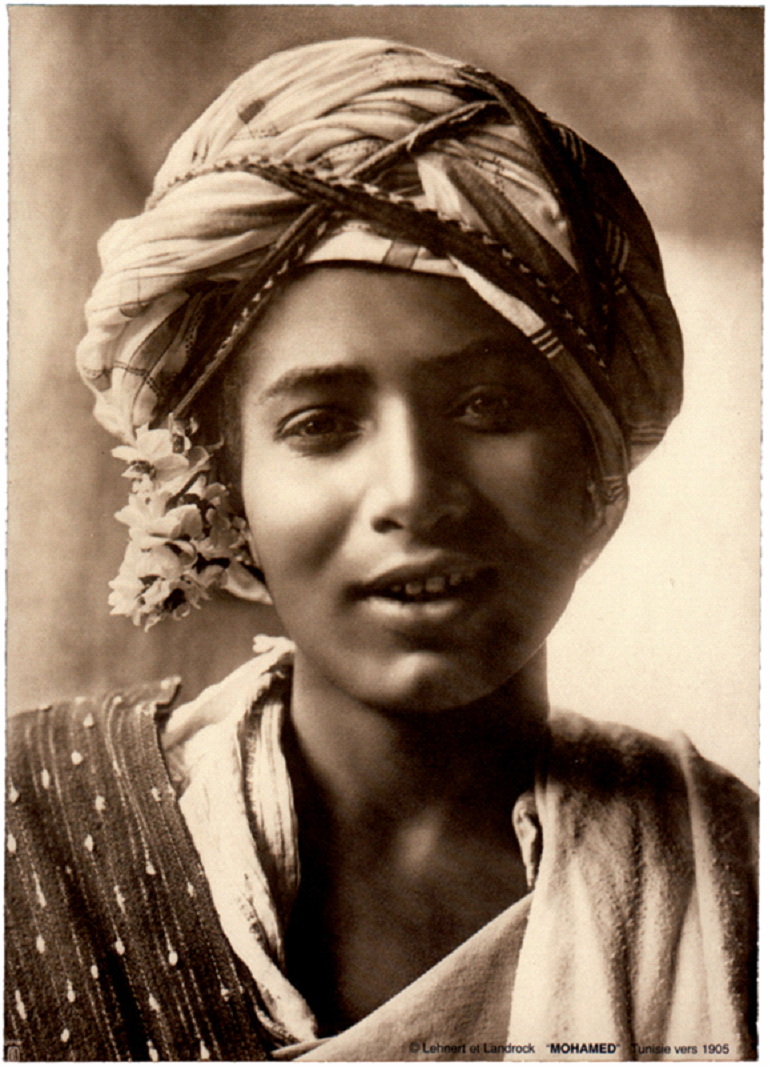
Молодой араб, 1905-1906 г.
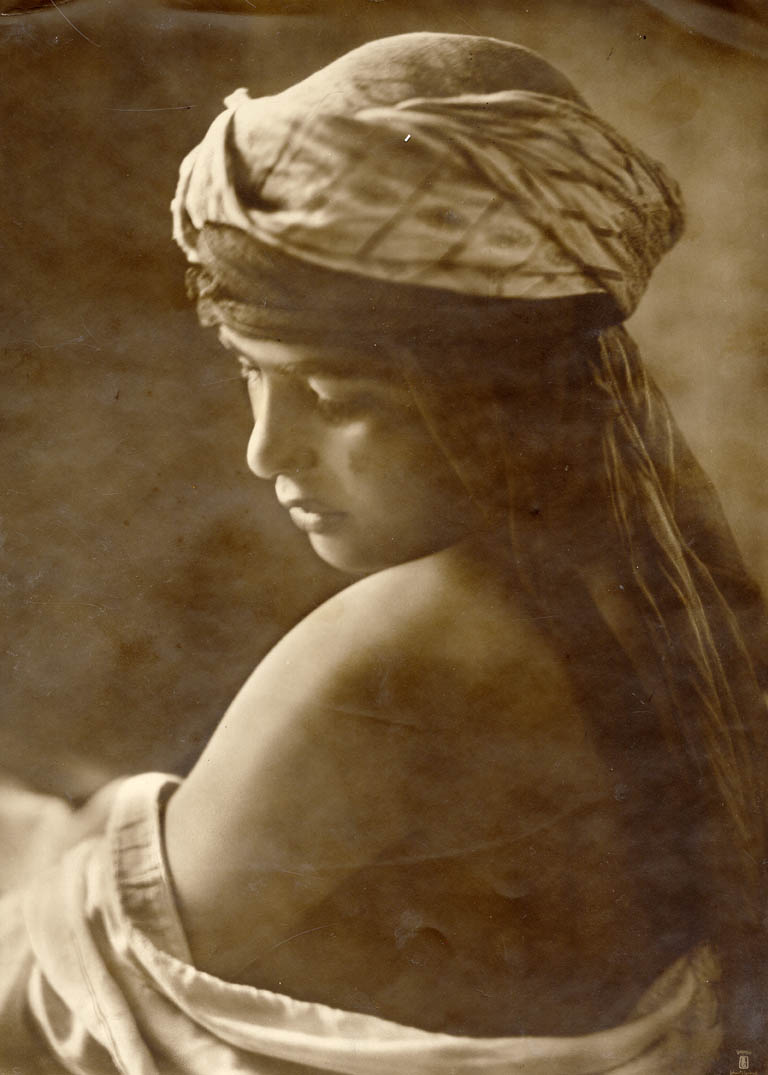
Девушка по имени Аяда, 1900-1910 г.
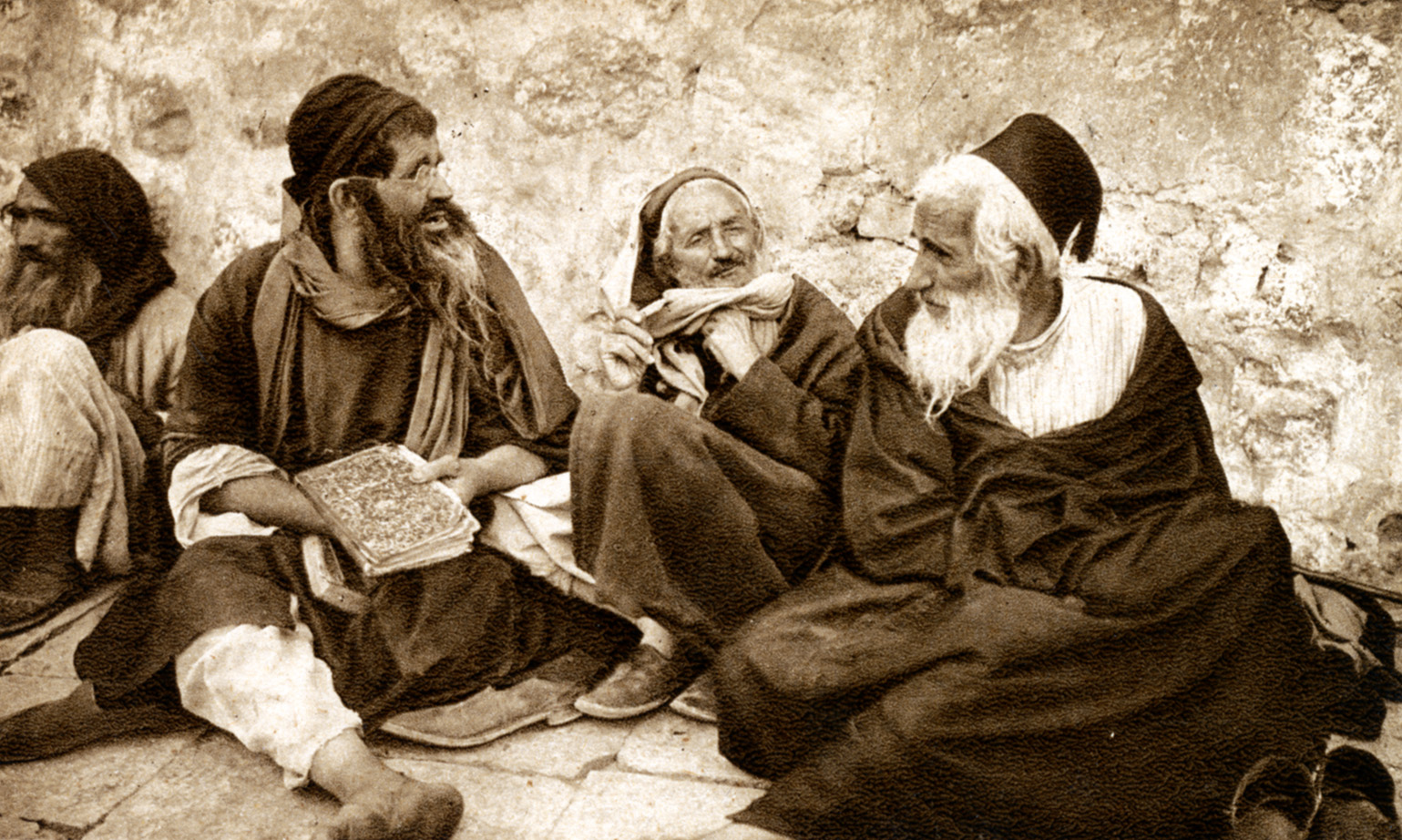
Евреи, молящиеся у Стены Плача, 1920-е г.

В 1930 году партнёрство было расторгнуто. После этого Ленерт вернулся в Тунис и открыл студию фотографа-портретиста. Ландрок продолжал управлять студией и магазином на Шериф-стрит в Каире до 1938 года, после чего перед началом Второй мировой войны вернулся в Германию. Бизнесом стал управлять Курт Ламбеле, пасынок Ландрока, гражданин Швейцарии. Он добавил торговлю немецкоязычными книгами и небольшой англоязычный раздел. К 1950-м годам бизнес превратился в большой книжный магазин. По данным на март 2022 года семейный магазин по-прежнему остаётся на своём первоначальном месте, кроме того у него есть два филиала: один в центре города на улице Абд Эль-Халик Тарват, а другой — прямо через реку на острове Замалек. Магазин также проводит выставки и галереи фотографий Ленерта и Ландрока.

## Фотографии
В 1982 году доктор Эдвард Ламбеле, который стал участвовать в бизнесе вместе со своим отцом, обнаружил стеклянные негативы Ленерта и Ландрока. После этого он каталогизировал и напечатал их. Впоследствии эти фотографии получили большую популярность.
В 1980-х годах интерес к их работам возобновился как со стороны учёных, так и коллекционеров. Фотографии студии считаются «наиболее распространёнными из сохранившихся изображений Северной Африки начала 20-го века…». Они, по мнению некоторых исследователей, являются «крайне идеализированным представлением романтического ориентализма». Джозеф Гаречи в своей статье 2015 года «Ленерт и Ландрок в Северной Африке» для журнала «История фотографии», в которой он исследует «подмножество творчества Ленерта и Ландрока», утверждает что серии исследований фигур народов Северной Африки, сделанных Ленертом с 1904 по 1914 год, а затем снова с 1930 по 1939 год, можно интерпретировать как «метод исследования взаимодействия Востока и Запада». По мнению Амиры Ношокаты, его коллекция фотографий «От Александрии до Абу-Симбела» и 400 фотографий египетского музея были хорошо приняты и считались жемчужинами искусства.

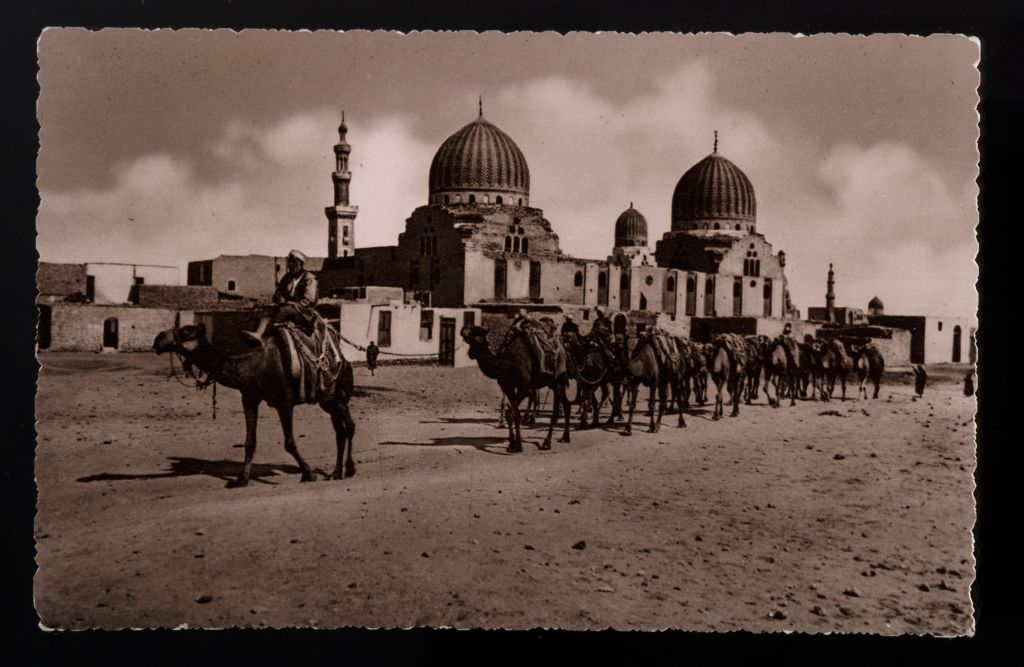
Караван верблюдов перед мечетью Султана Баркука, Каир, 1920-е г.
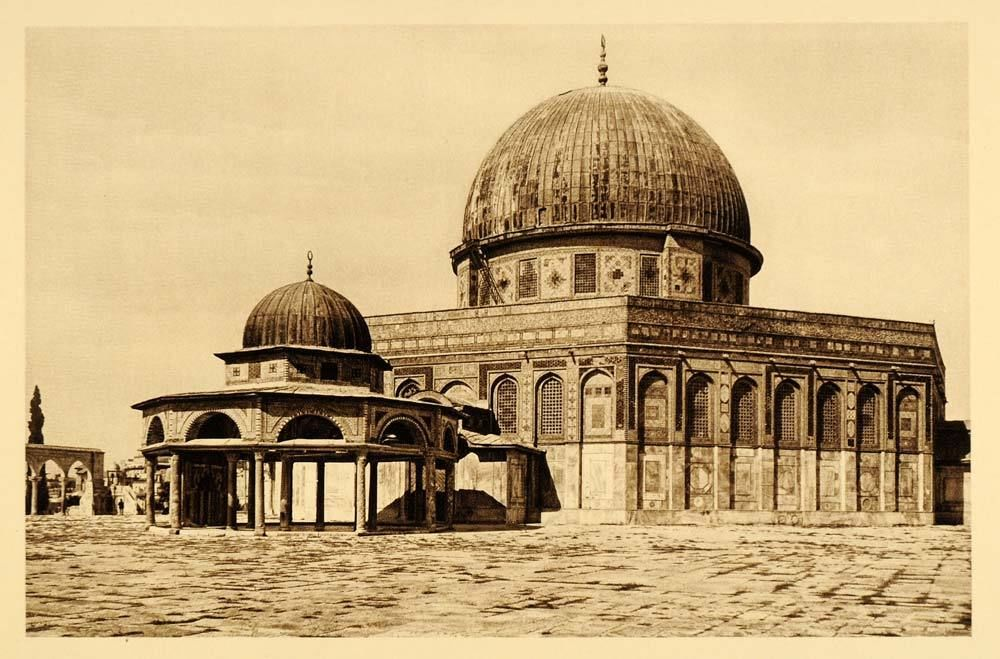
Иерусалим, Купол Скалы, 1920-е г.
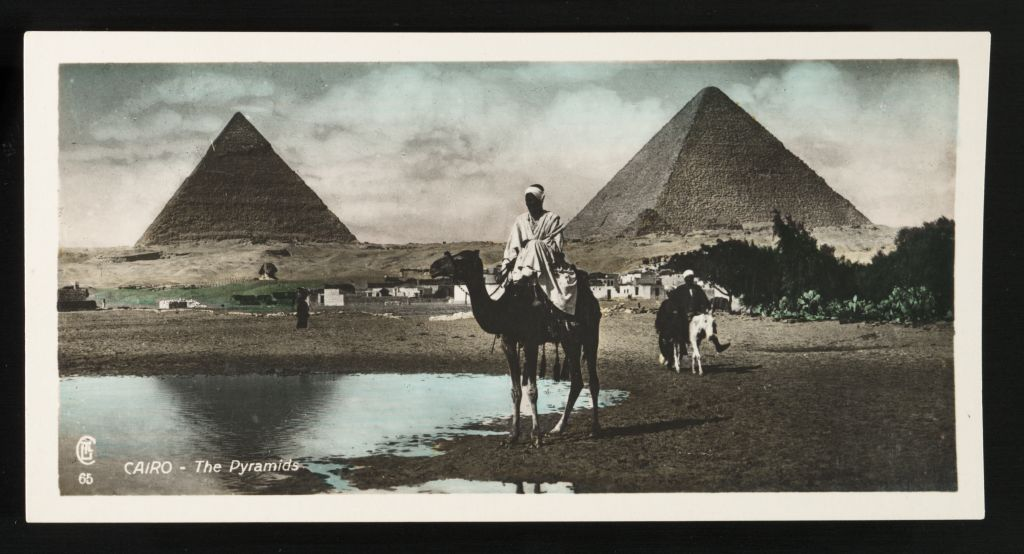
Пирамиды, 1920-е г.
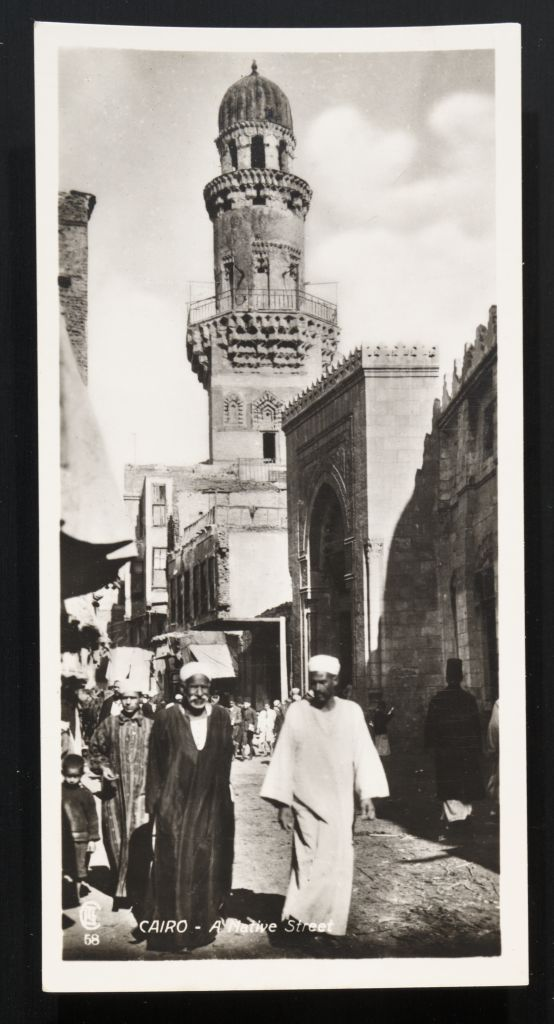
Улица в Каире, 1920-е г.

Возобновление интереса к фотографиям привело к появлению ряда публикаций, первой из которых в 1987 году была «Фотографы-ориенталисты» Филиппа Кардинала, в которой было указано, что имена Ленерт и Ландрок «на протяжении почти столетия вызывали ассоциации с ориентализмом и экзотикой». Это было связано с тем, что их фотографии, в отличие от фотографий многих современников, обладают художественными качествами, которые делают их востребованными более широкой аудиторией. За этой публикацией последовали другие, например, «Тунис 1900 г. — фотографии Ленерта и Ландрока» Мишеля Мегена. Кроме того, прошло несколько выставок их работ. Существуют также выпущенные студией Lehnert & Landrock эротические изображения обнажённой или частично обнажённой натуры.
Фотографии Ленерта и Ландрока хранятся в коллекциях:
- Британский музей, Лондон[14]
- Библиотека Конвея, Института искусства Курто, Лондон[15]
- Музей Гетти, Лос-Анджелес[16]
- Библиотека Конгресса , Вашингтон[17]
- Музей археологии и антропологии Пенсильванского университета, Филадельфия[18]
- Королевская академия художеств, Лондон[19]
- Музей науки, Лондон[20]
- Музей Виктории и Альберта, Лондон[21]

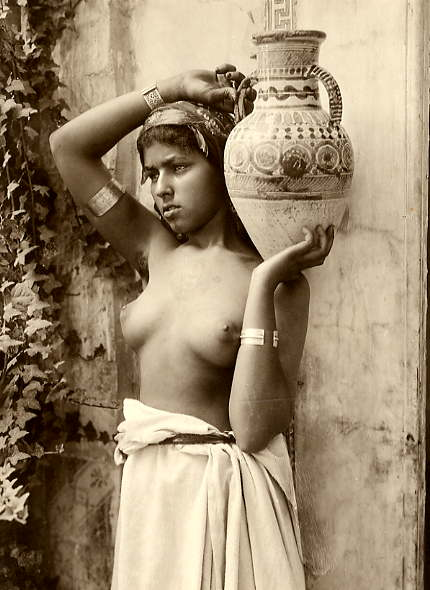
Бедуинка, 1910-е г.
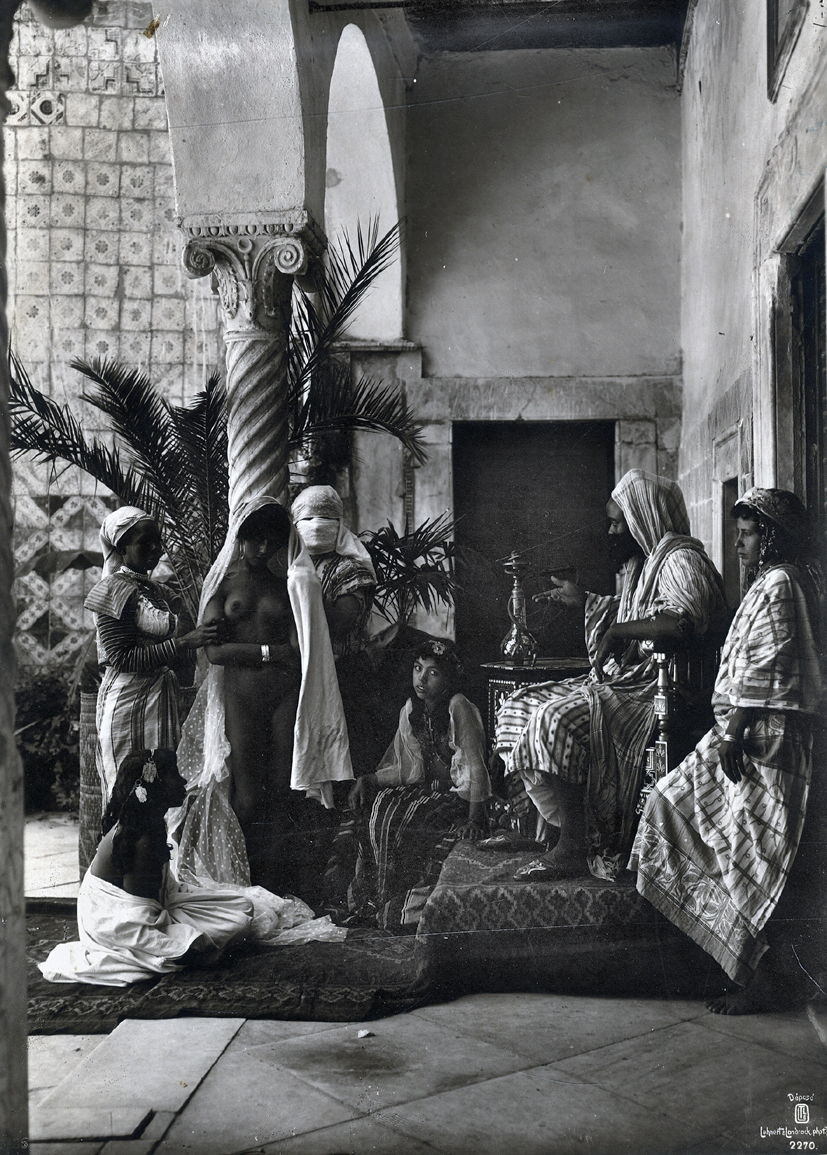
Невольничий рынок, Тунис, 1910-е г.
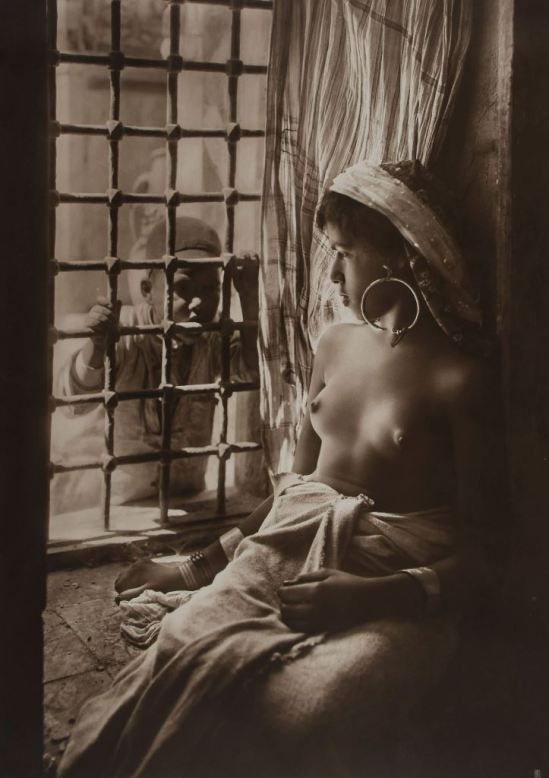
Девушка в гареме, Тунис, 1914-1915 г.
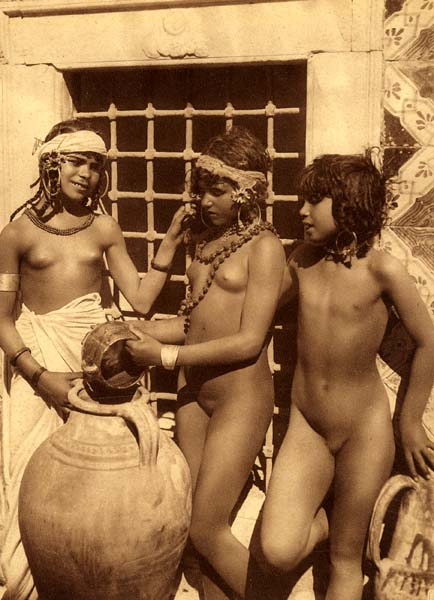
Молодые девушки наливают воду, около 1910 г.